# Exitianus turneri
Exitianus turneri är en insektsart som beskrevs av Ross 1968. Exitianus turneri ingår i släktet Exitianus och familjen dvärgstritar. Inga underarter finns listade i Catalogue of Life.